# Taranidaphne nereidum
Taranidaphne nereidum é uma espécie de gastrópode do gênero Taranidaphne, pertencente a família Raphitomidae.